# Пила 8
«Пила 8» (англ. Jigsaw) — американський фільм жахів 2017 року, знятий братами Спіріг за сценарієм Джоша Столберга та Пітера Голдфінгера. Це восьма частина серії фільмів Пила. Головні ролі зіграли Метт Пассмор, Каллум Кейт Ренні, Кле Беннетт і Ханна Емілі Андерсон. Сюжет розповідає про групу людей, які змушені брати участь у серії смертоносних «ігор» у сараї. Тим часом поліція розслідує нову серію вбивств, які відповідають способу дії вбивці Джону Крамеру, який був мертвий майже десять років.
Фільм «Пила 3D» вийшов 2010 року, спочатку вважався останньою частиною серії, перш ніж Lionsgate замовила виробництво восьмої частини за ініціативою Столберга та Голдфінгера. Рання розробка бере свій початок із 2013 року, виробництво офіційно почалося в 2016 році з бюджетом $10 млн.
Фільм вийшов на Lionsgate Films у Сполучених Штатах 27 жовтня 2017 року. «Пила 8» отримала несхвальні відгуки від критиків, які хвалили атмосферу, але критикували сценарій. Він зібрав у світовому прокаті $104,2 млн. Після нього у 2021 році вийшла окрема частина серії під назвою Пила: спіраль.

## Сюжет
Злочинець Едгар Мансон тікає від поліції, але його вдається ранити, проте він виживає.
П'ятеро людей в кімнаті, прикуті металевими ланцюгами до стіни з круглими пилками мають принести когось в жертву, щоб вижити. Їх залишається четверо. Наступним завданням було обрати шприц (один з яких містив кислоту) та зробити ін'єкцію. Одна з групи відмовилася робити вибір, розлючений Раян вколов їй всі три шприци. Карлі помирає. Раян намагається втекти, але його нога заплутується в дроті. Інші двоє — Анна та Мітч потрапляють у пастку. Раян натискає на потрібний важіль, щоб врятувати себе та їх. Дріт натягується, відрізавши йому ногу. Мітч знаходить нове повідомлення від Пили та підвішується за ноги над спіральною пилкою. Анна спробувала зупинити механізм ломом, міцний двигун ламає його й Мітч гине. Анна намагається втекти, але була схоплена Джоном Крамером. Він залишає в кімнаті зброю, сказавши, що це «ключ» до виживання. Анна вистрілює, смертельно поранивши себе. Раян плаче, знайшовши в залишках патрона частини ключа від дверей.
Тим часом детективи Геллоран і Гант знаходять залишки тіл. Підозра падає на паталогоанатомів Логана та його асистентку Елеонору. Прокурор наказує ексгумувати тіло Джона Крамера. У труні виявляють Мансена. Гант дізнається від Логана, що за цим всім стоїть Геллоран. Детектив знаходить шматочки тіл в холодильнику Геллорана. Логан та Елеонор приїздять в амбар, щоб врятувати полонених, але чоловік потрапляє в пастку, а разом з ним Геллоран, який переслідував їх. На вимогу Крамера Логан зізнається в своїх гріхах, але це не допомагає йому врятуватися.
Раптово Логан встає та пояснює, що це все було підлаштовано. Він був учасником цієї гри десять років потому. Джон Крамер врятував його та взяв до себе учнем. Елеонор забезпечить алібі Логана, а Геллорана підставлять як наслідувача Пили. Учень Крамера активує лазерний ошийник на Геллорані та йде.

## У ролях
| Актор             | Роль          |
| ----------------- | ------------- |
| Тобін Белл        | Джон Крамер   |
| Лора Вандервурт   | Анна          |
| Метт Пассмор      | Логан Нельсон |
| Каллум Кіт Ренні  | Геллоран      |
| Ганна Андерсон    | Елеонора      |
| Клі Беннетт       | Гант          |
| Мандела Ван Піблс | Мітч          |
| Бріттані Аллен    | Карлі         |
| Клі Беннетт       | Кіт           |
| Пол Браунштейн    | Раян          |
| Джозіа Блек       | Едгар Мансен  |

## Створення фільму

### Виробництво
У червні 2016 стало відомо, що у середині вересня у Торонто має початися знімання фільму під робочою назвою «Пила 8: Спадок». У жовтні 2016 було підтверджено, що знімання почали і тривали до кінця листопада 2016.

### Знімальна група
- Кінорежисери — Майкл Спіріг, Пітер Спіріг
- Сценаристи — Піт Голдфінгер, Джош Столберг
- Кінопродюсери — Марк Бург, Грегг Гоффман, Орен Коулз
- Кінооператор — Бен Нотт
- Композитор — Чарлі Клоузер
- Кіномонтаж — Кевін Гротерт
- Художник-постановник — Ентоні Каулі
- Артдиректор — Грег Чоун
- Художник по костюмах — Стівен Райт[5].

## Сприйняття
Фільм отримав змішані відгуки. На сайті Rotten Tomatoes оцінка стрічки становить 34 % на основі 68 відгуків від критиків (середня оцінка 4,7/10) і 92 % від глядачів із середньою оцінкою 4,7/5 (27 786 голосів). Фільму зарахований «гнилий помідор» від кінокритиків та «попкорн» від глядачів, Internet Movie Database — 6,1/10 (15 511 голосів), Metacritic — 39/100 (18 відгуків критиків) і 6,0/10 (94 відгуки від глядачів).